# Орлов, Алексей Николаевич (самбист)
Алексей Николаевич Орлов (род. 10 декабря 1990) — российский самбист, бронзовый призёр чемпионата России 2012 года, чемпион внутренних войск МВД России по самбо 2014 года, мастер спорта России. Тренировался под руководством А. И. Забалуева и Р. Салихова. Выступал в первой полусредней (до 68 кг) и второй полусредней (до 74 кг) и весовых категориях.

## Спортивные результаты
- Чемпионат России по самбо 2012 года — ;
- ХХХХ Всероссийский турнир по самбо на призы Героя СССР, летчика-космонавта СССР П. И. Беляева 2013 года — [1];
- Чемпионат внутренних войск МВД России по самбо 2014 года (Пермь) — [2];
- Чемпионат России по самбо 2015 года — 10 место[3];